# آرتاوازد ساهاکیان (سیاستمدار)
آرتاوازد آلکسانی ساهاکیان (ارمنی: Արտավազդ Ալեքսանի Սահակյան؛ زادهٔ ۱۸۹۵ - درگذشته ۱۹۳۹) سیاستمدار اهل ارمنستان بود که از تاریخ فوریه ۱۹۳۸ تا تاریخ ژوئیه ۱۹۳۸ سمت وزارت کشاورزی ارمنستان را برعهده داشت.

## زندگی‌نامه
در ۱۸۹۵ به دنیا آمد و از انجمن استادهای سرخ فارغ‌التحصیل شد.  وی در ۱۹۳۹ در سن ۴۴ سالگی درگذشت